# Охудно (Вармінсько-Мазурське воєводство)
Охудно (пол. Ochódno, нім. Achodden; 1938-45: Neuvölklingen) — село в Польщі, у гміні Щитно Щиценського повіту Вармінсько-Мазурського воєводства.
У 1975-1998 роках село належало до Ольштинського воєводства.